# Cripta del Duomo di Siena

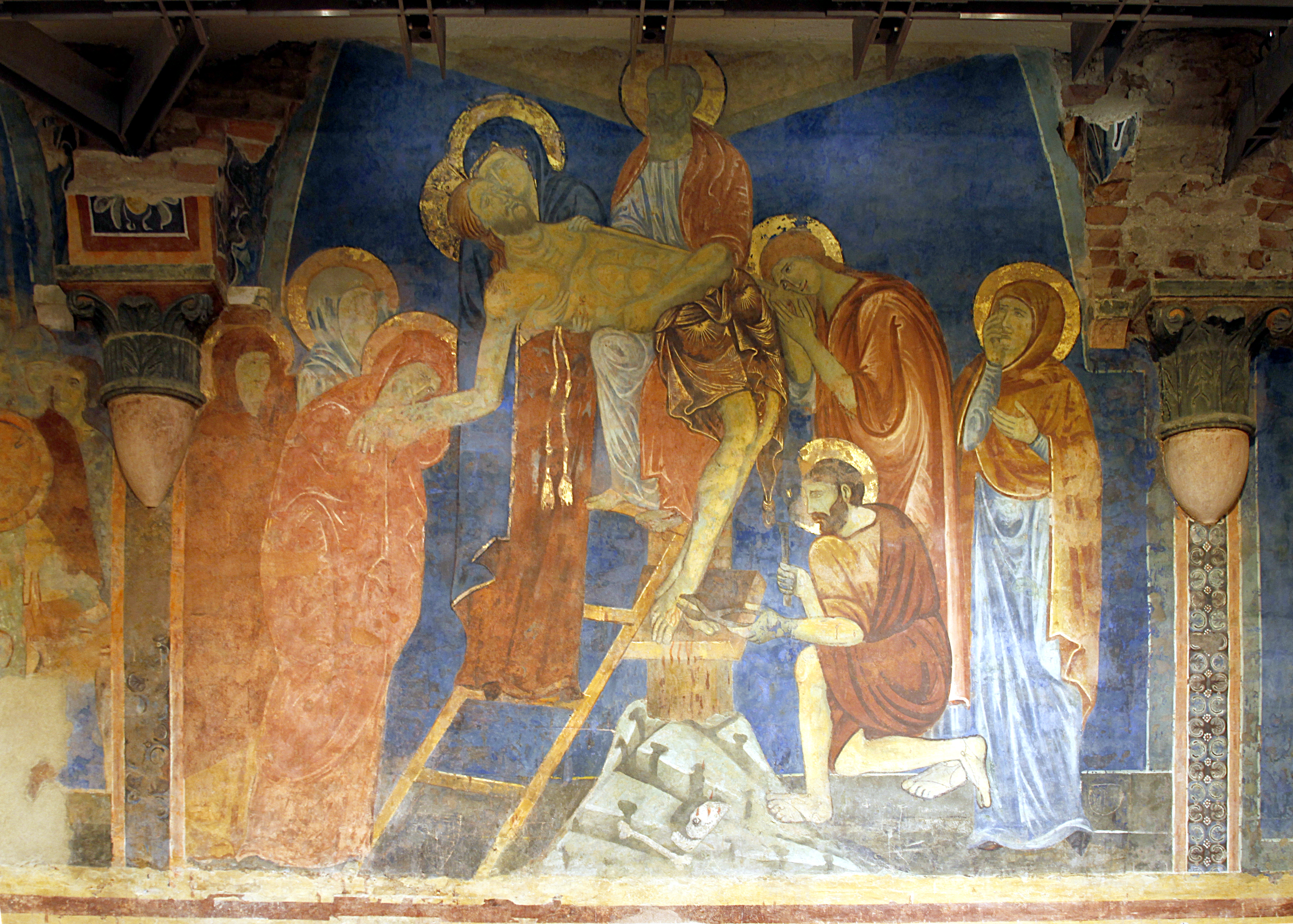
Deposizione dalla croce

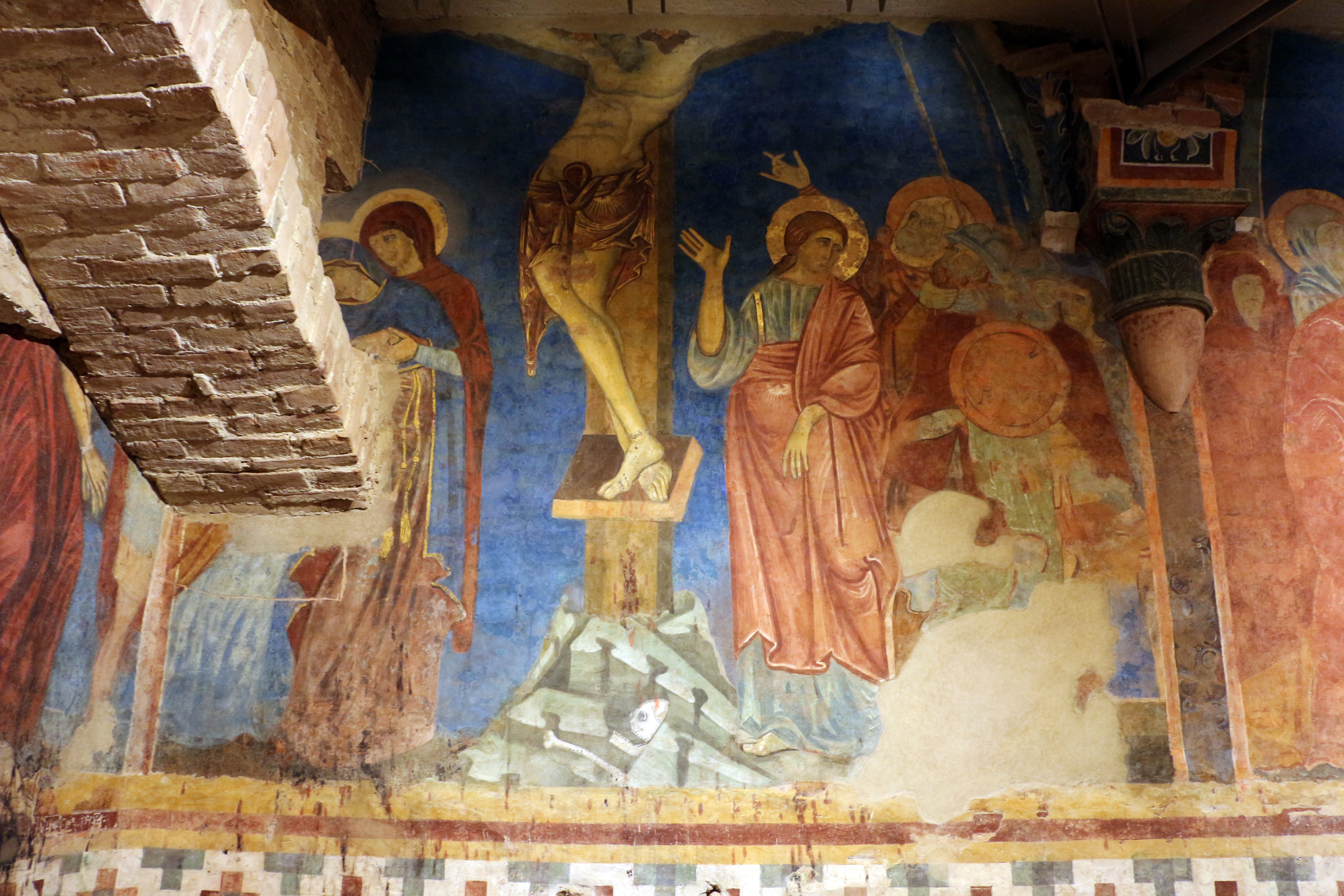
Crocifissione, dettaglio

La cripta del Duomo di Siena è un complesso di archeologia medievale, situato sotto la cattedrale e riscoperto solo nel 1999. Contiene una serie di affreschi duecenteschi che furono sigillati pochi decenni dopo la loro stesura, per questo si presentano oggi con colori straordinariamente brillanti, facendone pressoché un unicum nella storia dell'arte. Il nome di "cripta" è puramente evocativo: si ritiene che esista un'altra cripta della cattedrale, quella originaria, sotto la cupola, in locali tuttavia ancora oggi inaccessibili per il rischio di problemi di statica.

## Storia e descrizione
Nel 1999 l'Opera del Duomo commissionò una serie di lavori volti al recupero dell'Oratorio dei Santi Giovannino e Gennaro, sotto il coro della cattedrale. Venne in quell'occasione alla luce un ambiente che era stato riempito di materiale inerte probabilmente nella seconda metà del Trecento, quando problemi di statica avevano congelato definitivamente il progetto d'ampliamento del "Duomo nuovo".
In questo ambiente è stato ritrovato un ciclo di affreschi riferibile alla fine del Duecento. Sono in corso studi per la datazione e attribuzione di questi affreschi. Veri e propri inediti, queste Storie bibliche di grande qualità, dilateranno la conoscenza della pittura murale del Duecento e apporteranno una fondamentale testimonianza sull'origine e lo sviluppo della scuola senese.
Le scene sono organizzate su due registri, quello superiore dedicato all'Antico Testamento, quello inferiore al Nuovo, tra cui spiccano le tre Storie della Passione composte dalla Crocifissione, la Deposizione dalla croce e la Sepoltura di Cristo.
Il colore particolarmente vivace, conservatosi grazie alle particolari condizioni del sito, si dispone oltre che sugli affreschi anche su colonne, pilastri, capitelli e mensole, decorati a motivi geometrici o vegetali, testimoniando quel gusto per la policromia tipicamente pre-rinascimentale.
Durante gli scavi vennero ritrovate anche le fondazioni dell'abside più antica, illuminando le conoscenze sulle fasi costruttive della cattedrale. Nel complesso gli ambienti visitabili risalgono ai secoli XII, XIII e XIV, come le duecentesche murature in pietra di quella che doveva essere la zona del coro e del braccio sinistro del transetto; parti trecentesche sono invece in laterizi.
Nuovi ritrovamenti si sono aggiunti nel 2003.